# Indicatoridae
Los indicadores, de la familia Indicatoridae, son aves del orden Piciformes. Su distribución geográfica abarca el Viejo Mundo, en las regiones tropicales, con el mayor número de especies en África y dos en Asia (Indicator archipelagicus (indicador malayo) e Indicator xanthonotus (indicador indio)).
La mayoría de los indicadores son de un color apagado, aunque algunos presentan una coloración amarilla brillante en el plumaje. Las plumas exteriores de la cola son siempre de color claro; blancas en todas las especies africanas.
Los indicadores son de las pocas aves que se alimentan regularmente de cera: cera de abejas en la mayor parte de las especies, y posiblemente la secreción serosa de las cochinillas de las plantas (insectos hemípteros de la superfamilia Coccoidea) en el género Prodotiscus y en menor medida en Melignomon y en las especies más pequeñas de Indicator. También se alimentan de las larvas de las abejas, de las orugas de ciertas mariposas parásitas de las colmenas, llamadas tiñas, de otros insectos, de arañas y, ocasionalmente, de frutas. En muchos casos, ejemplares de diferentes especies se mezclan en bandadas para alimentarse.
Reciben el nombre de indicadores por el sorprendente comportamiento observado en algunas especies: guían a los humanos, y posiblemente a otros grandes mamíferos, hacia las colmenas. Una vez que el mamífero abre la colmena y toma la miel, el indicador se alimenta de la cera y las larvas. Este comportamiento ha sido bien estudiado en el indicador grande (Indicator indicator); algunas autoridades señalan que también se produce en el indicador variegado (Indicator variegatus). 
Se ha estudiado la conducta reproductiva de ocho especies de los géneros Indicator y Prodotiscus. Todos son explotadores que ponen un huevo en un nido de otra especie, en series de cinco huevos durante de cinco a siete días. La mayoría prefieren a las especies que anidan en agujeros, a menudo otros Piciformes de las familias Capitonidae y Picidae, pero Prodotiscus explota los nidos en forma de taza de pájaros de las familias Zosteropidae y Sylviidae. Se sabe que los polluelos de indicador pueden expulsar del nido a los de su huésped, y tienen un gancho en el pico para romper los huevos del huésped o herir o matar a los polluelos.

## Descripción

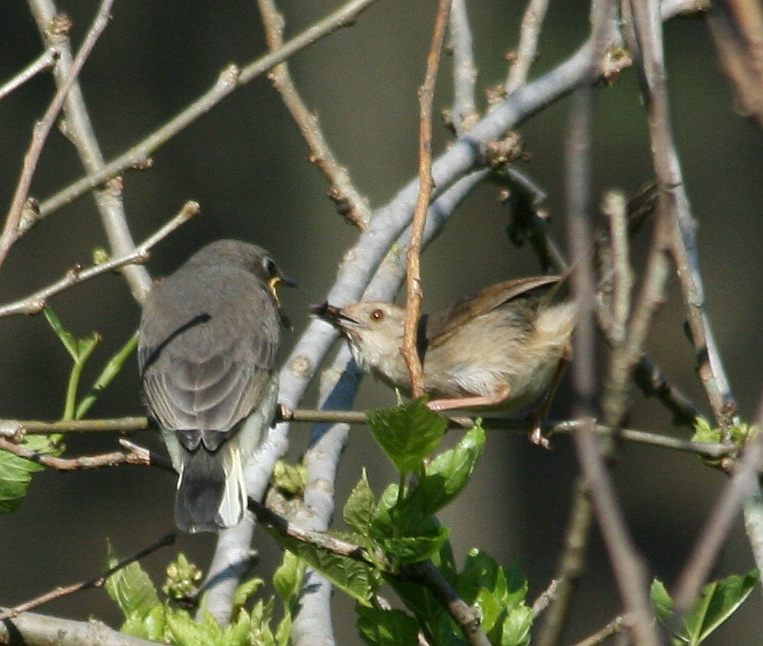
Juvenil de indicador dorsipardo alimentado por el padre anfitrión, un cisticola perezoso.

La mayoría de los guías de miel tienen colores apagados, aunque algunos presentan un plumaje de color amarillo brillante. Todos tienen plumas externas de la cola claras, que son blancas en todas las especies africanas. La especie más pequeña en términos de masa corporal parece ser el indicador del Zambeze, con un promedio de 10,2 g (0,4 oz), y en términos de longitud, parece ser el indicador insigne, con un promedio de 10 cm (3,9 plg), mientras que la especie más grande por peso es el indicador lira, con 54,2 g (1,9 oz), y por longitud, es el indicador grande, con 19,5 cm (7,7 plg).
Son de las pocas aves que se alimentan regularmente de cera—cera de abejas en la mayoría de las especies, y presumiblemente de las secreciones cerosas de insectos escama en el género Prodotiscus y, en menor medida, en Melignomon y las especies más pequeñas de Indicator. También se alimentan de gusanos de cera, que son las larvas de la polilla de la cera Galleria mellonella, de colonias de abejas, y de insectos voladores y arrastrándose, arañas, y frutas ocasionales. Muchas especies se unen a bandadas de alimentación de especies mixtas.

## Comportamiento

### Guía
Los mieleros o indicadores de miel deben su nombre a un hábito notable observado en una o dos especies: guiar a los humanos hasta las colonias de abejas. Una vez abierta la colmena y cogida la miel, el ave se alimenta de larvas y cera. Este comportamiento se ha estudiado en el indicador grande; algunas autoridades (siguiendo a Friedmann, 1955) afirman que también se da en el indicador variegado, mientras que otras discrepan. Los meleros silvestres son capaces de entender varios tipos de llamadas humanas que les atraen para participar en el mutualismo de forrajeo. En el norte de Tanzania, los guías de miel se asocian con los cazadores-recolectores Hadza, y se ha demostrado que la ayuda de las aves aumenta las tasas de los cazadores de miel de encontrar colonias de abejas en un 560%, y llevó a los hombres a nidos significativamente más productivos que los encontrados sin guías de miel. Contrariamente a la mayoría de las representaciones de la relación humano-guía de miel, los Hadza no retribuían activamente a los guías de miel, sino que, en su lugar, escondían, enterraban y quemaban panales, con la intención de mantener al ave hambrienta y, por lo tanto, más propensa a guiar de nuevo. Algunos expertos creen que la coevolución de los guías melíferos con los humanos se remonta al antepasado humano Homo erectus', que fabricaba herramientas de piedra, hace aproximadamente 1,9 millones de años. Hace unos 1,9 millones de años. A pesar de la creencia popular, no hay pruebas que indiquen que los guías melíferas guíen al tejón melero (Mellivora capensis); aunque existen vídeos al respecto, ha habido acusaciones de que eran montajes.
Aunque no se sabe que la mayoría de los miembros de la familia recluten "seguidores" en su búsqueda de cera, por extrapolación lingüística también se les denomina "mieleros" o "indicadores de miel".

### Cría
Se conoce el comportamiento reproductor de ocho especies de Indicator y Prodotiscus. Todas son parásitos de puesta que ponen un huevo en un nido de otra especie, poniendo huevos en series de unos cinco durante un periodo de 5-7 días. La mayoría favorecen a las especies que anidan en agujeros, a menudo los pájaros carpinteros y pájaros carpinteros emparentados, pero Prodotiscus parasita a especies con nidos en forma de cuenco como anteojitos y silvidos. Se sabe que estos pájaros expulsan físicamente a los polluelos de sus huéspedes de los nidos y que tienen ganchos afilados como agujas en sus picos con los que perforan los huevos de los huéspedes o matan a los polluelos.
Se sabe que los indicadores africanos ponen sus huevos en nidos subterráneos de otras especies de aves que se alimentan de abejas. Los polluelos de estas aves matan a las crías del huésped con sus picos afilados como agujas justo después de eclosionar, al igual que hacen las crías del cuco. La madre indicadora se asegura de que su polluelo eclosione primero incubando internamente el huevo durante un día más antes de ponerlo, para que tenga una ventaja en el desarrollo en comparación con las crías de los anfitriones.

## Especies
Según distintos estudios se reconocen 17 o 16 especies, agrupadas en cuatro géneros, las que componen la familia Indicatoridae:
- Género Prodotiscus
  - Prodotiscus insignis, indicador insigne
  - Prodotiscus zambesiae, indicador del Zambeze
  - Prodotiscus regulus, indicador dorsipardo
- Género Melignomon
  - Melignomon eisentrauti, indicador patiamarillo
  - Melignomon zenkeri, indicador de Zenker
- Género Indicator [cita requerida]
  - Indicator maculatus, indicador moteado
  - Indicator variegatus, indicador variegado
  - Indicator indicator, indicador grande
  - Indicator archipelagicus, indicador malayo
  - Indicator minor, indicador menor
  - Indicator conirostris, indicador picogrueso
  - Indicator willcocksi, indicador de Willcocks
  - Indicator exilis, indicador chico
  - Indicator pumilio, indicador enano
  - Indicator meliphilus, indicador pálido
  - Indicator xanthonotus, indicador indio
- Género Melichneutes
  - Melichneutes robustus, indicador lira

La Unión Ornitológica Internacional (UIO) reconoce 16 especies de indicadores de la miel en cuatro géneros. Esta lista no incluye especies híbridas, especies prehistóricas extintas ni especies putativas aún no aceptadas por la UIO.
Familia Indicatoridae:
- Género Prodotiscus: tres especies
- Género Melignomon: dos especies
- Género Indicator: diez especies
- Género Melichneutes: una especie

La diferencia con la clasificación anterior es la no inclusión de Indicator conirostris, indicador picogrueso, como especie separada dentro del género Indicator por parte de la Unión Ornitológica Internacional, al considerarla una subespecie de Indicator minor.

### Tabla con datos sobre las especies

#### Género Prodotiscus – Sundevall, 1850
| Nombre vulgar        | Nombre científico y subespecies                                                               | Distribución geográfica           | status IUCN y población estimada                                   |
| Melero de Cassin     | P. insignis (Cassin, 1856) Dos subespecies: P. i. flavodorsalis P. i. insignis                | África Occidental y Central       | LC Desconocido Población en declive                                |
| Melero de lomo verde | P. zambesiae Shelley, 1894 Tres subespecies: P. z. ellenbecki P. z. zambesiae P. z. lathburyi | África Meridional y Oriental      | Especie bajo preocupación menor, Desconocido                       |
| Melero de lomo pardo | P. regulus Sundevall, 1850 Dos subspecies: P. r. camerunensis P. r. regulus                   | Distribuido ampliamente en África | Especie bajo preocupación menor, Desconocido, población en amuento |

#### Género Melignomon – Reichenow, 1898
| Nombre vulgar                      | Nombre científico y subespecies | Distribución geográfica     | Status IUCN y población estimada                          |
| Guía de la miel de Zenker          | M. zenkeri Reichenow, 1898      | África Central              | Especie bajo preocupación menor, Desconocido              |
| Guía de la miel de patas amarillas | M. eisentrauti Louette, 1981    | África Occidental y Central | Especie casi amenazada, Desconocido, población en declive |

#### Género Indicator – Stephens, 1815 –
| Nombre vulgar                         | Nombre científico y subespecies | Distribución geográfica                                               | Status IUCN y población estimada                                   |
| Dwarf honeyguide                      | I. pumilio Chapin, 1958 | África Central                                                        | Especie bajo preocupación menor, Desconocido                       |
| Guía de la miel de Willcock           | I. willcocksi Alexander, 1901 Tres subespecies: I. w. ansorgei I. w. willcocksi I. w. hutsoni                                                                                | África Occidental y Central                                           | Especie bajo preocupación menor, Desconocido                       |
| Guía de la miel pálida                | I. meliphilus (Oberholser, 1905) Dos subespecies: I. m. meliphilus I. m. angolensis                                                                                          | África Meridional y Oriental                                          | Especie bajo preocupación menor, Desconocido                       |
| Guía de la miel menor                 | I. exilis (Cassin, 1856) Tres subespecies: I. e. poensis I. e. exilis I. e. pachyrhynchus                                                                                    | África Occidental y Central                                           | Especie bajo preocupación menor, Desconocido                       |
| Guía menor                            | I. minor Stephens, 1815 Ocho subespecies: I. m. ussheri I. m. conirostris I. m. senegalensis I. m. riggenbachi I. m. diadematus I. m. teitensis I. m. damarensis I. m. minor | Ampliamente distribuida en África                                     | Especie bajo preocupación menor, Desconocido                       |
| Guía moteada                          | I. maculatus Gray, G. R., 1847 Dos subespecies: I. m. maculatus I. m. stictithorax                                                                                           | África Occidental y Central                                           | Especie bajo preocupación menor, Desconocido                       |
| Guía de la miel de garganta escamosa  | I. variegatus Lesson, R. P., 1830 | África Central                                                        | Especie bajo preocupación menor, Desconocido, Población estable    |
| Guía de la miel de rabadilla amarilla | I. xanthonotus Blyth, 1842 Dos subespecies: I. x. radcliffii I. x. xanthonotus                                                                                               | Noroeste de la India hasta el norte de Myanmar (Territorio del Norte) | Especie casi amenazada, Desconocido, Población en declive          |
| Guía de la miel de Malasia            | I. archipelagicus Temminck, 1832 | Península malaya, Borneo, y Sumatra                                   | Especie casi amenazada, Desconocido, Población estable             |
| Guía de la miel mayor                 | I. indicator (Sparrman, 1777) | Ampliamente en toda África                                            | Especie bajo preocupación menor, Desconocido, Población en aumento |

#### Género Melichneutes – Reichenow, 1910
| Nombre vulgar  | Nombre científico y subespecies | Distribución geográfica     | Status IUCN y población estimada                      |
| Indicador lira | M. robustus (Bates, 1909)       | África Occidental y Central | Especie bajo preocupación menor, Población en declive |